# Elektrometallurgisches Kombinat Temirtau
Das Elektrometallurgische Kombinat Temirtau (russisch Темиртауский электрометаллургический комбинат (ТЭМК)) ist ein metallverarbeitendes Unternehmen mit Sitz in Temirtau. Die Tätigkeiten des Unternehmens sind Förderung von Manganerz und Kalkstein sowie Produktion von Ferrolegierungen.

## Geschichte
Das Elektrometallurgische Kombinat Temirtau wurde 1994 gegründet und erwarb am 1. August 1998 die stillgelegten Produktionsanlagen im zentralkasachischen Temirtau. Kurz darauf wurde bereits die Produktion von Calciumcarbid wieder aufgenommen. Auch der Hochofen für die Produktion von Mangan wurde wiederaufgebaut und 2000 in Betrieb genommen.

## Unternehmensbereiche
Das Unternehmen gliedert sich in vier Unternehmensbereiche:
- Chemiemetallurgische Fabrik in Temirtau (Produktion von Calciumcarbid und Ferrolegierungen)
- Mangan Erzzentrum (Gewinnung und Verarbeitung von Manganerz und Ferromangan)
- Süd-Topar Erzzentrum (Gewinnung und Verarbeitung von Kalkstein)
- Aqmola Zweigbetrieb (Baustoffe)